# Craig Thomas (författare)
David Craig Owen Thomas, född 24 november 1942 i Cardiff, död 4 april 2011 i Somerset, var en brittisk (walesisk) engelskspråkig thrillerförfattare. Hans mest kända roman heter Firefox (1977). Romanen har filmatiserats i Hollywood med Clint Eastwood i huvudrollen som Mitchell Gant. Thomas avled i lunginflammation, i sviterna av leukemi.

### I svensk översättning
- Råttfällan (Rat Trap, 1976)
- Uppdrag Firefox (Firefox, 1977)
- Operation vargdödaren (Wolfsbane, 1978)
- Snöfalken (Snow Falcon, 1980)
- Kodnamn ”Smaragd” (Emerald Decision, 1980, under pseudonymen David Grant)
- Havsleoparden (Sea Leopard, 1981)
- Grön tiger (Jade Tiger, 1982)
- Firefox 2 (Firefox Down, 1983)
- Björnens tårar (The Bear’s Tears, 1985)
- Rovfågeln (Winter Hawk, 1987)
- Alla katter grå (All the Grey Cats, 1988)
- Korpens öga (The Last Raven, 1990)
- Slaghöken (A Hooded Crow, 1992)
- Operation Kobra (Playing with Cobras, 1993)[3]